# Hudali, Belgaum
Hudali là một làng thuộc tehsil Belgaum, huyện Belgaum, bang Karnataka, Ấn Độ.